# ヴァージン・ユナイト
ヴァージン・ユナイト (Virgin Unite) はヴァージン財団の活動で用いられる名称。リチャード・ブランソンのヴァージン・グループが慈善活動のために設立した慈善活動部門である。
イギリスのチャリティー・コミッションにより、元となる慈善団体が1987年に設立された。この組織はヴァージン・ヘルスケア財団として運営され2004年にヴァージン・ユナイトとして活動を始めた。 ブランソンとヴァージングループが運営におけるすべての費用を引き受けている。
財団は他にも活動を行っており、若者のAIDS啓発キャンペーン、ホームレスや貧困な環境にある若者に対するボランティア活動などを行っている。
ヴァージン・ユナイトは2006年12月27日にウィキメディア財団に対しマッチング・ドネーション（個人などの寄付に合わせた同額の寄付）を行うと発表した。